# あさひ (花譜×佐倉綾音の曲)
「あさひ」は、2021年12月8日に配信リリースされた花譜×佐倉綾音の楽曲である。KAMITSUBAKI STUDIO所属のバーチャルアーティスト花譜のコラボレーション企画「組曲」の第3弾である。作詞・作曲および編曲はカンザキイオリによる。同日YouTube上でも公開された。
本項では、カンザキイオリが制作した可不と花譜とのコラボ曲であり、「あさひ」に先んじてYouTube上で公開されていた大沼パセリによるリミックス版「朝日」についても述べる。

## 概要
アパレルブランドである「ha｜za｜ma（）」のコンセプトソングとしてカンザキイオリによって制作され、2020年10月16日に同ブランドのPVでショートバージョンが公開されていた。ファッションブランドのコンセプトソングであることから、ランウェイでも使えるよう普段より長めに制作され、7分を超える作品となった。
YouTube 上で公開されたMVのプロデューサーおよびディレクターは TOS、CGデザインおよびディレクターは玲架（A4A）、アシスタントディレクターは Ayako Takahashi（A4A）、CGアニメーションは株式会社冬寂、MV中の写真のディレクターは Mami Koyama、衣装デザインは松井諒祐（ha | za | ma）、カメラアシスタントはTatsuya Hirama（Achrittz）、照明ディレクターは Masaki Fujita、照明アシスタントは Shiina Tomari、制作マネージャーは Honami Aratani、Ryosuke Matsuda、Mariko Moriguchi（OKNAC）が担当した。完成した映像では2人が向かい合っているが、MVの撮影は佐倉単独であった。
花譜と佐倉綾音のデュエット曲で、花譜にとっては初めてのリアルな存在とのデュエットであった。花譜は、表現が洗練された佐倉の声のパワーを称賛している。佐倉はこれまで声優の現場で多くの豊かな声を聞いてきたが、それでも花譜の声を初めて聞いた際に衝撃を受け、まるで耳元から違う世界へといざなってくれる声であり、とても好きだと語っている。花譜は『僕のヒーローアカデミア』の麗日お茶子で佐倉の存在を知っていたのに対し、佐倉が花譜のことを知ったのは、この楽曲でのコラボがきっかけであった。そして最初は仕事の勉強のつもりで花譜の楽曲を聴いていたが、いつの間にかファンになってしまったと語っている。なお、その後も佐倉は『神椿市建設中。』のナレーターなど、花譜の所属するKAMITSUBAKI STUDIOとの縁が深い。また、作曲・作詞したカンザキはそれぞれの歌声について、花譜の感情が歌に乗ったときの震えるような歌声が好きで、聴き手の心に訴えかけ感情をストレートに届けられる歌声だと評価し、佐倉の少女のような幼さの中にある優しい雰囲気が印象的だが、強く歌う時には発声の力強さを持つというギャップに感心し、声優としての演技の中で培われた、秘められた魅力を見出している。

### コンセプト
女の子同士の恋愛をテーマにしており、自身の価値観が社会に認められない苦しさ、その運命に抗う人間の美しさや不朽の愛について表現されている楽曲である。カンザキの書く「不可解」や「命に嫌われている。」などと同様に、本楽曲はマイノリティー的な存在や、上手く社会に馴染めなかったり、自分の居場所を見出せない人物像に寄り添う特色がある。カンザキは女の子二人が一緒に夜を過ごして、ベランダから朝日を迎えるような風景をイメージし制作したと語っている。花譜は歌詞について「朝は明るくポジティブな印象で捉えられがちだけれど、それだけではなく、大人になれば別れの時間でもあり、それを鬱陶しく思うかもしれないんだ」と思い、そんな登場人物の2人について妄想しながら歌ったと語っている。また、歌詞中の「何が正解で　何が間違いで」というフレーズから、「周りの人から普通ではないと言われても2人以外の誰かに認めてもらうための“好き”ではなく、この感情は間違いではないんだ」という怒りや、同時に受け入れてもらえない寂しさを見出している。そして歌う際には佐倉と恋をしているようなイメージで歌い、苦悶の中でなお二人で一緒にいたいという気持ちを歌詞からも感じたと語っている。

## 朝日
「朝日」は2021年7月7日にYouTube上で公開された、花譜 feat. 可不(KAFU)による楽曲である。2022年2月25日にリリースされた可不の1stアルバム「KAF+YOU KAFU COMPILATION ALBUM『シンメトリー』」のうち DISC 1 「同化するシンメトリー」に収録された。作詞・作曲はカンザキイオリ、編曲は大沼パセリによる。上記「あさひ」の、大沼パセリによるリミックスバージョンであり、花譜の音楽的同位体『CeVIO 可不』とのコラボ楽曲として制作された。
YouTube 上で公開されたMVの映像は川サキケンジ、映像制作協力は髙田瑛示、Q-taro、muen、撮影は小林英彦、撮影アシスタントは戸羽正憲、タイポグラフィーは岩佐知昂が担当し、今泉洋一、根岸秀幸、廣田佑介が制作を行った。